# Jean-Marc Decrop
Jean-Marc Decrop, né en France en 1955, est un spécialiste d’art contemporain chinois. 
Il est l’un des acteurs qui ont contribué à la découverte, à la reconnaissance et à la diffusion de l’avant-garde chinoise à l’étranger.

## Biographie
Passionné d’arts plastiques, mais convaincu de l’importance de la gestion dans la culture, il fait des études de management (ESCP promo 1978 et Harvard PMD 1987), prenant la responsabilité du comité culturel de son école. Commençant sa carrière comme attaché culturel à l’ambassade de France d’Asuncion au Paraguay, il se tourne rapidement vers l’Asie et s’expatrie au Japon (1982-1987) ou parallèlement à son activité professionnelle, il organise de nombreuses expositions (sculptures et photos contemporaines japonaises).
Il découvre l’art contemporain chinois dès 1992, démarre sa collection, s’installe comme résident à Hong Kong en 1993 et approfondit sa spécialisation dans l’avant-garde chinoise. En novembre 2001, il est nommé expert dans la chambre nationale française, pour l’art contemporain chinois. Il devient alors le premier expert européen agréé dans cette spécialité.
Fortement influencé par sa fréquentation avec Hans van Dijck, (créateur avec Ai Weiwei de la galerie CAAW à Pekin), il fut également partenaire de Johnson Chang dans sa galerie Hanart Taipei, possédant de 1995 à 2000, 25 % des parts de la galerie.
Partenaire et conseiller artistique de la galerie Loft à Paris de 1999 à 2007, il réalise en précurseur de nombreuses expositions monographiques des principaux artistes chinois contemporains :
- Zhao Bandi et Zhou Tiehai (novembre 1999),
- Sui Jianguo et Zhan Wang (juillet 2000),
- Hai Bo (mai 2001),
- Liu Wei (juin 2001 et février 2005),
- Yang Shaobin (octobre 2001),
- Liu Xiaodong (novembre 2001 et juin 2005),
- Wang Qingsong (mars 2002 et avril 2004),
- Rong Rong (mai 2002 et septembre 2003),
- Yan Lei (octobre 2002 et octobre 2003),
- Zheng Hao (mai 2003),
- Qiu Zhijie (juin 2003 et décembre 2005),
- Zheng Guogu (avril 2005),
- Yu Hong (mai 2006),
- Guo Wei (juin 2000 et octobre 2006),
- Lin Tianmiao (décembre 2006 et juin 2007),
- Qiu Xiaofei (mars 2007)

Dans le même temps, il réalise également des expositions non commerciales dans 11 musées ou fondations pour lesquelles il rédige des textes de catalogues dont principalement :
- Champs de la sculpture, Paris, 1999 ;
- Futuro, CACOM Centre d’art contemporain de Macao, Fondation Oriente, Chine, 2000 ;
- China, FAAP Musée de l’université de Sao Paulo, , vidéo (4 min), Brésil, 2002 ;
- Paris-Pékin, espace Cardin, Paris, 2002 ;
- Subvertion and Poetry, Fondation Culturgest, Lisbonne 2003.

Son action contribue à la reconnaissance progressive de l’art chinois en Europe. Par ses achats en tant que collectionneur et galeriste, il soutient ce mouvement. En 2001, il vend sa collection personnelle de figuration narrative (étude Poulain- Le Fur, Paris février 2001, pour consacrer ses moyens exclusivement à l’art chinois . Sa collection chinoise, forte en œuvres charnières des années 1985-1995 s’élève alors à plus de 500 pièces, la situant dans le peloton de tête des grandes collections dans ce domaine (Guy Ullens, David Tang, Uli Zigg. Très tôt, il s’efforce d’inciter les intellectuels et journalistes français à écrire sur l’art chinois en les invitant à des tournées d’ateliers à Pékin : Christine Buci-Glucksmann, Pierre Cornette de Saint Cyr, Michel Nuridsany (Le Figaro), Henri-François Debailleux (Libération).
Il aide de nombreuses collections européennes à se constituer (collection Guy Ullens ; collection Gillion-Crowet ; collection de Flers ,; collection Harold t'Kint de Roodenbeke ; collection Samir Sabet d'Acre et Florence Pucci; collection DSL Levy ; …).
Via la galerie Loft, il effectue de nombreux prêts aux musées (de 1999 à 2006 prêt de plus de 100 œuvres chinoises à 26 musées internationaux) ; rédige nombre de notices et articles; assure des prêts de photos et de documents à la presse écrite et filmée; collabore avec des maisons d’édition pour des illustrations de romans (Bleu de Chine, Chine en poche, les Éditions de l'Olivier, Éditions Philippe Picquier).